# فرودگاه سوبتیتسا
فرودگاه سوبتیتسا (به انگلیسی: Subotica Airport) یک فرودگاه غیرنظامی با کد یاتا SUB است که یک باند فرود چمن دارد و طول باند آن ۱۲۰۰ متر است. این فرودگاه در شهر سوبتیتسا کشور صربستان قرار دارد و در ارتفاع ۱۰۹ متری از سطح دریا واقع شده است.